# Groupe Demain
Le Groupe Demain est un groupe d'entreprises de l'économie sociale et solidaire spécialisée dans le recyclage des déchets et l'insertion professionnelle, implantée dans la zone industrielle de Lons-le-Saunier dans le Jura.

## Histoire

### Juratri
Créée sous la forme d'une Société à responsabilité limitée (SARL) en 1993, elle se transforme en Société coopérative et participative (SCOP-SARL) en 2006 à la suite de la sortie du capital de son actionnaire majoritaire.
En 2012, elle est la première entreprise française certifiée par l'AFNOR pour la qualité de ses pratiques sociales.
Le 5 avril 2007, la société devient une société anonyme (SCOP-SA).
Outre les 38 associés-salariés, Juratri emploie également une soixantaine de personnes en insertion par l'activité économique, qui se voient proposer des contrats d'une durée de deux ans au maximum. De plus, une part non négligeable de la masse salariale est consacrée à la formation (7 % en 2011) et quatre personnes supervisent l'insertion professionnelle.

### Groupe Demain
Le 9 juin 2017, la société change de nom pour devenir le Groupe Demain, issue de la fusion entre Juratri et de ses filiales. La société est décomposée en cinq activités : Demain Environnement, Demain Emploi, Demain Habitat, Demain Service et Demain Lab.
En 2020, le Groupe coopératif Demain et son entreprise de Travail Temporaire d'Insertion Altera Interim obtiennent le Label RSEi, niveau Exemplaire, délivré par l'AFNOR et la Fédération des Entreprises d'Insertion.